# Robert Romanowitsch Bach

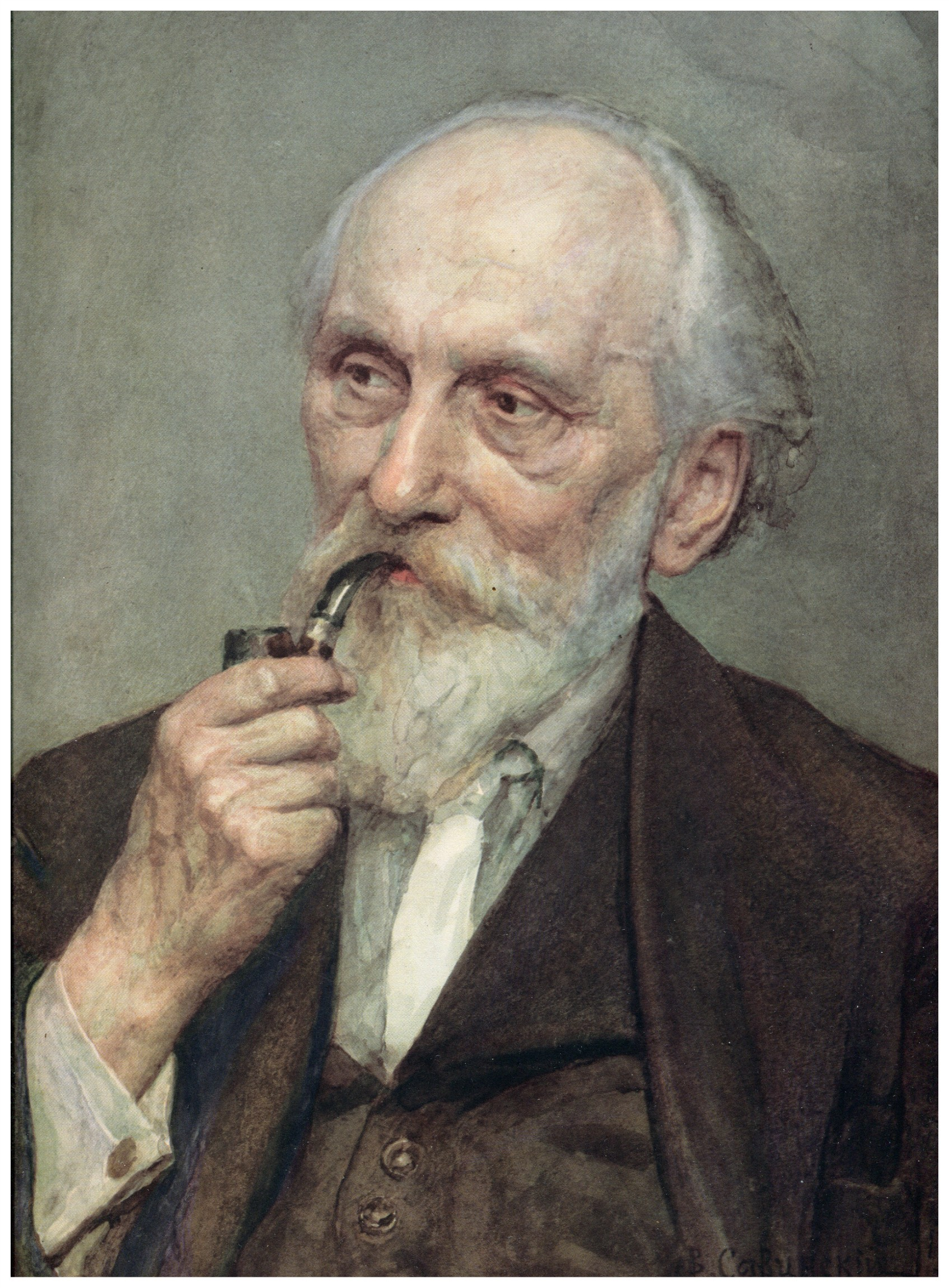
Robert Romanowitsch Bach (W. J. Sawinski, 1928)

Robert Romanowitsch (Robertowitsch) Bach (russisch Роберт Романович (Робертович) Бах; * 9. Februarjul. / 21. Februar 1859greg. in St. Petersburg; † 17. September 1933 in Leningrad) war ein russischer Bildhauer und Hochschullehrer.

## Leben
Bach war der Sohn des Künstlers und Bildhauers Roman Iwanowitsch (Robert-Heinrich) Bach. Bach besuchte 1872–1876 die Petrischule und 1876–1879 die Annenschule. Darauf war er Gasthörer an der Akademie der Künste (ACh) in der Abteilung für Bildhauerei und studierte bei Alexander von Bock, Nikolai Akimowitsch Lawerezki und Iwan Iwanowitsch Podoserow. 1879 erhielt er eine Belobigung für die Modellierung einer Bärchengruppe. 1882 erhielt er die Kleine Anerkennungsmedaille für die Wachsmodellierung des Basreliefs Elfe (Russisches Museum (GRM)). 1884 besuchte er den Unterricht bei Pawel Petrowitsch Tschistjakow. Mit der Großen Anerkennungsmedaille für eine Modellierung nach der Natur schloss er das Studium 1885 als Künstler III. Klasse ab.
1886 wurde Bach mit einer Reihe von Arbeiten, darunter das Basrelief Idyll und das Tschistjakow-Porträt (Forschungsmuseum der ACh (NIMRACh)), Künstler II. Klasse. Mit der Statue Genius der Kunst für das Gebäude der Kaiserlichen Gesellschaft zur Förderung der Künste in St. Petersburg wurde Bach 1891 Akademiker. Er lehrte an der Zeichenschule der Gesellschaft zur Förderung der Künste und an der Kunsthochschule der ACh. 1900–1917 war er Professor für dekorative Skulptur. 1906 wurde er Vollmitglied der ACh.
Nach der Oktoberrevolution setzte er seine Lehrtätigkeit fort. Er unterrichtete Zeichnen und Modellieren an einer Mittelschule und am Estnischen Technikum in Petrograd. 1926–1929 war er Professor für Monumentalplastik am Höheren Künstlerisch-Technischen Institut in Leningrad.
Der Architekt Alexander Romanowitsch Bach (1853–1937), der Bildhauer Nikolai Romanowitsch Bach (1853–1885), der Zeichner Konstantin Romanowitsch Bach (1857–1918) und der Architekt und Aquarellist Jewgeni Romanowitsch Bach (1861–1905) waren Bachs Brüder.
2009 wurde in St. Petersburg vom 18. Februar bis zum 8. März die Ausstellung Die Familie Bach an der Akademie der Künste gezeigt.

## Werke
Porträtbüsten:
F. M. Dostojewski, I. A. Krylow, I. S. Turgenjew  (1886, Puschkin-Haus, St. Petersburg),
R. I. Bach (1889), W. J. Sawinski (1901), W. J. Makowski (1913) im NIMRACh,
Julija Iwanowna Basanowa (1896) im  Museum für Medizingeschichte der Ersten Moskauer Staatlichen Setschenow-Universität für Medizin  u. a.

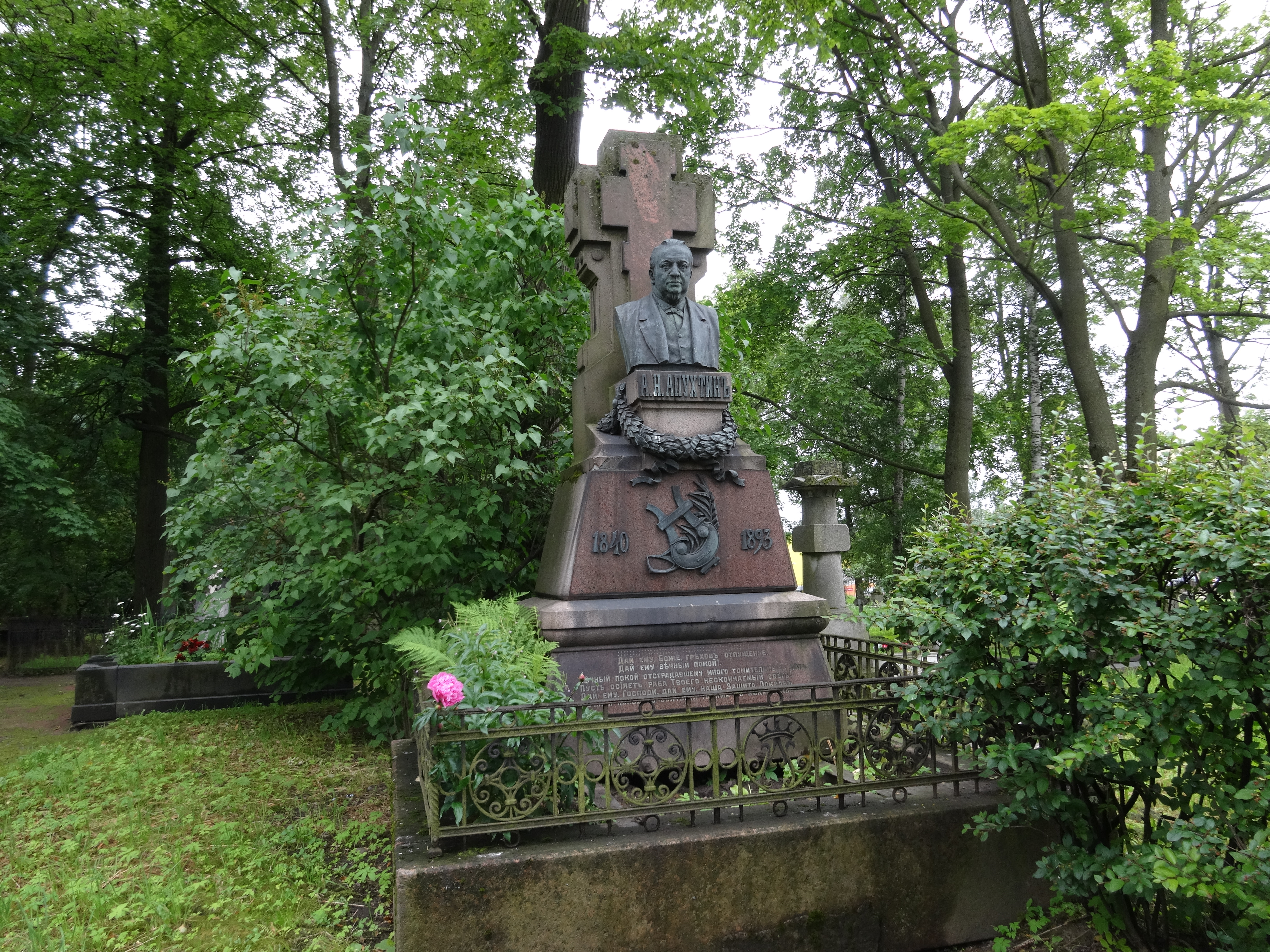
Grabdenkmal des Dichters A. N. Apuchtin, Wolkowo-Friedhof, Literatenbrücken, St. Petersburg (1898)
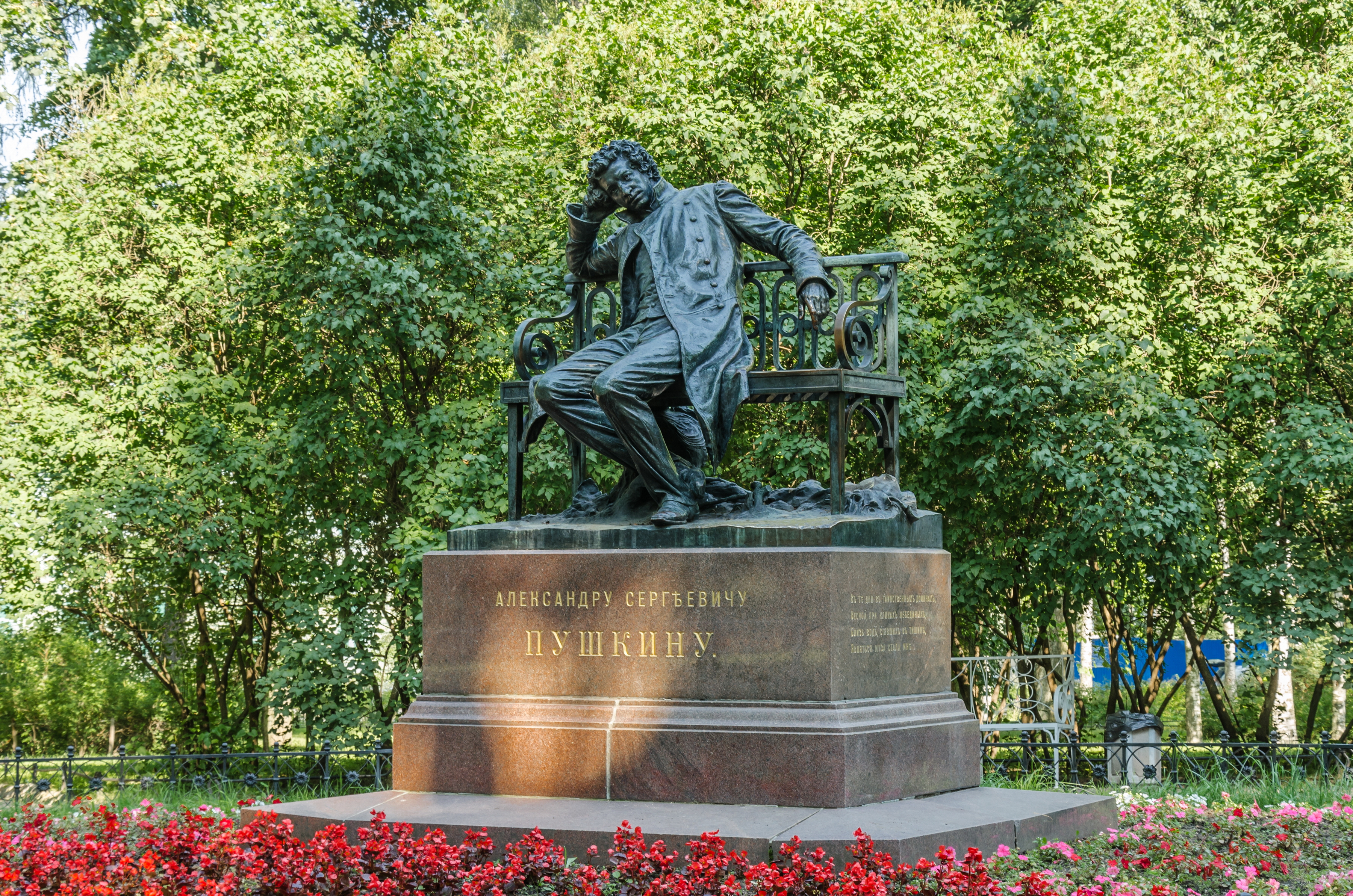
Puschkin-Denkmal, Zarskoje Selo (1899)
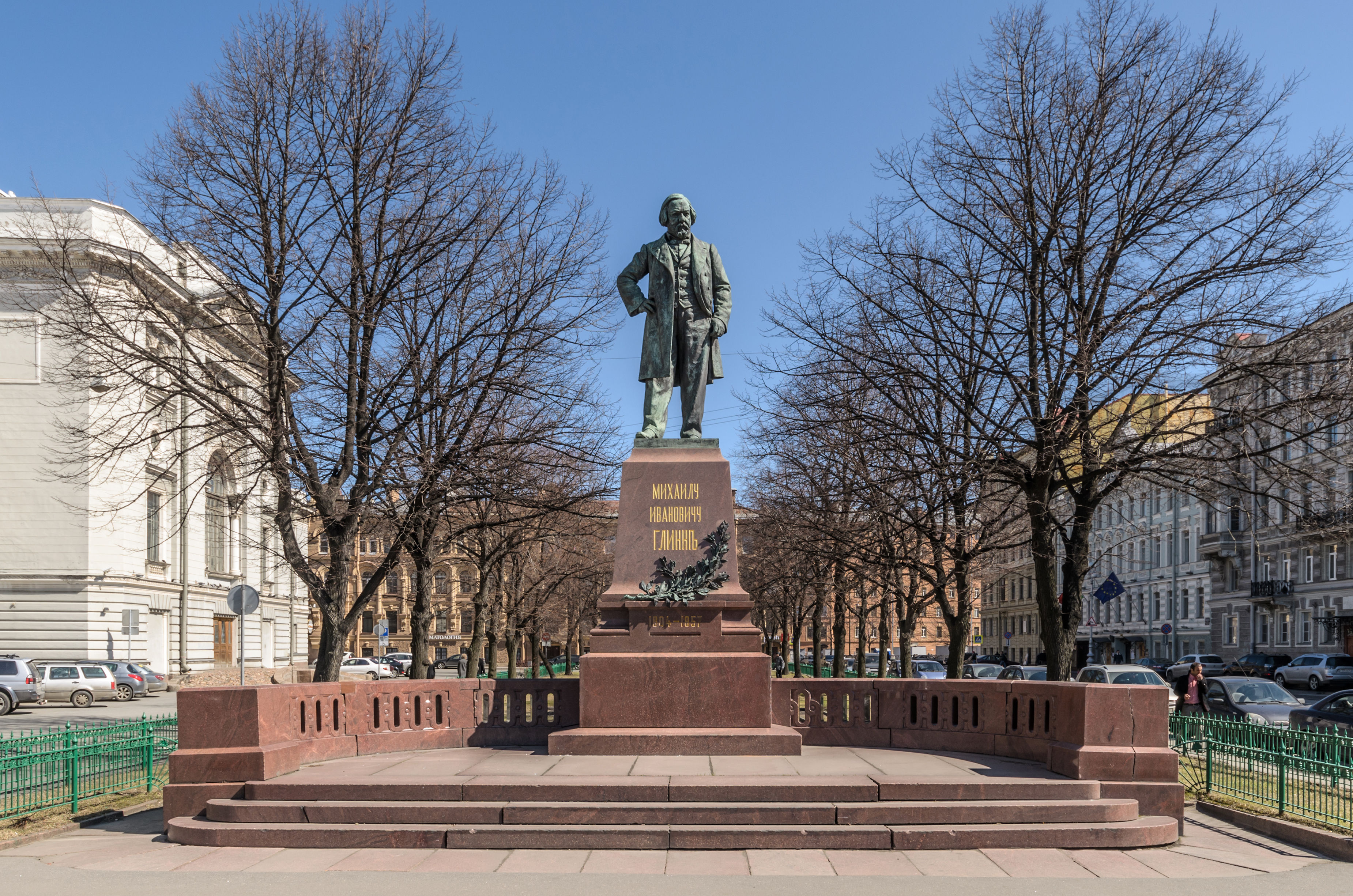
Glinka-Denkmal, St. Petersburg (1906)
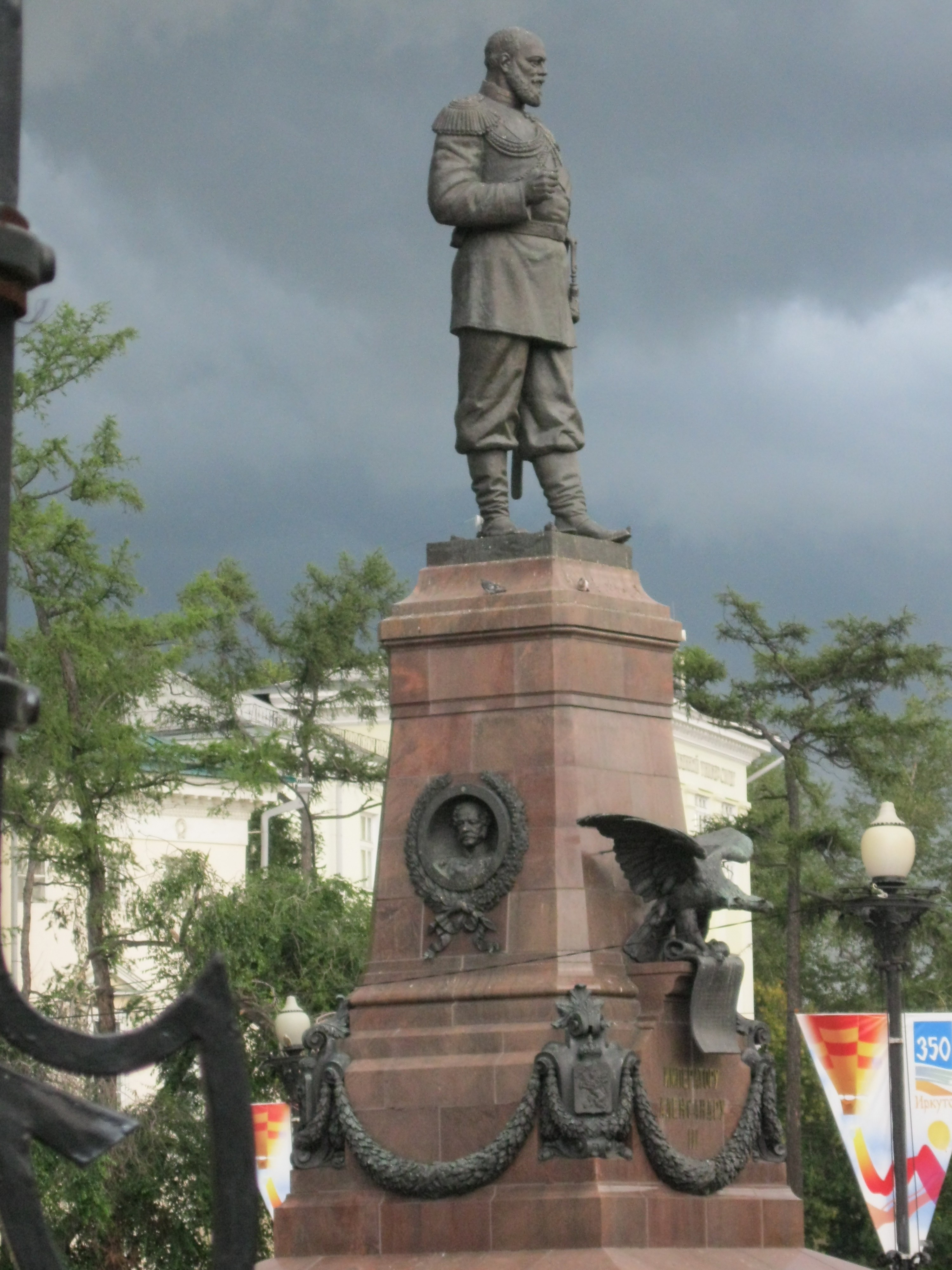
Alexander III.-Denkmal, Irkutsk (1908, 1920 gestürzt, 2003 restauriert)
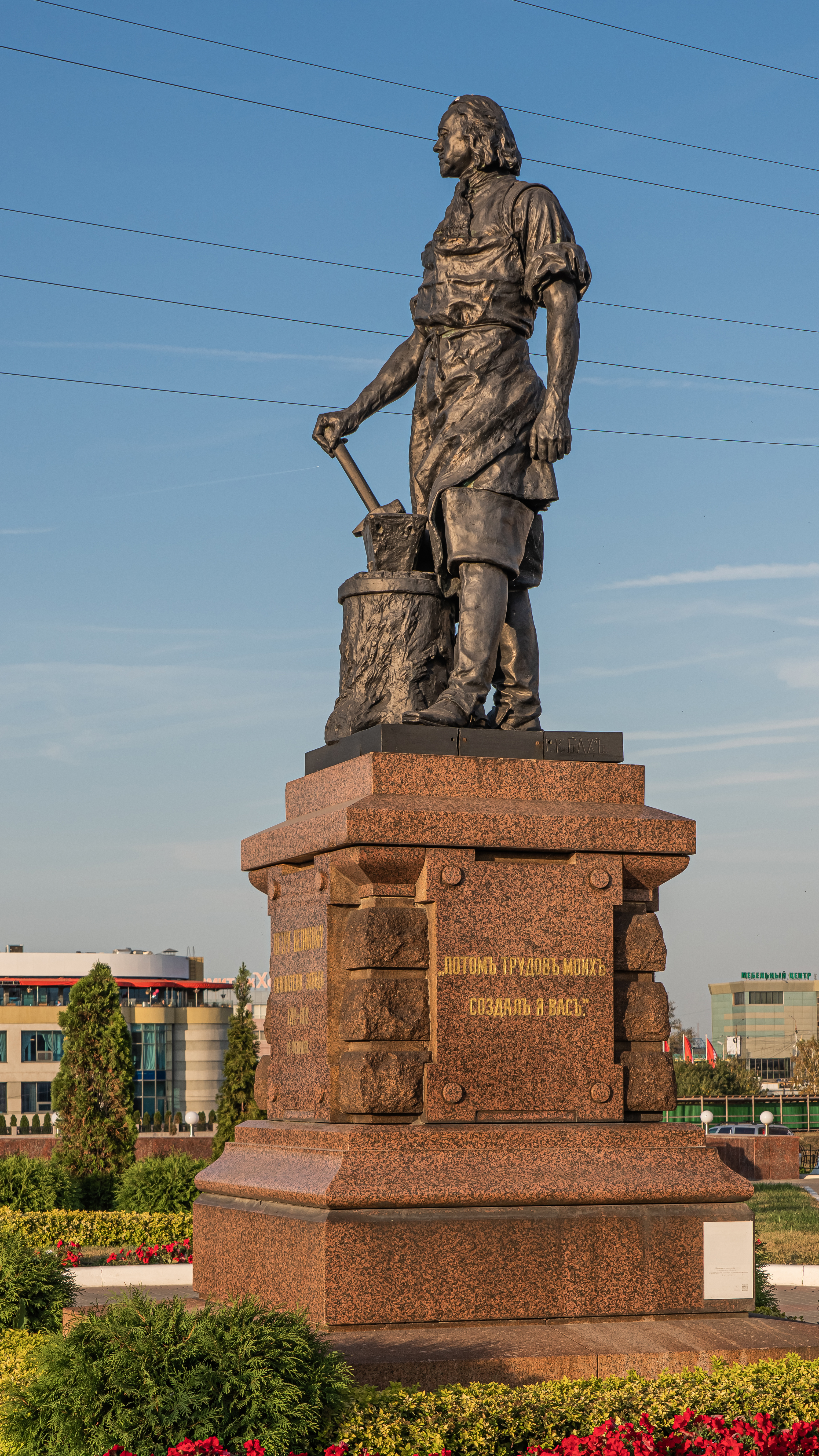
Peter I.-Denkmal, Tula (1912)